# Bill Thomas
Cet article concerne le costumier américain. Pour le joueur de hockey sur glace (également américain, né en 1983), voir Bill Thomas (hockey sur glace).
William Thomas dit Bill Thomas, né le 13 octobre 1921 à Chicago (Illinois), mort le 30 mai 2000 à Beverly Hills (Californie), est un costumier américain.

## Biographie
Au cinéma, après son apprentissage à la Metro-Goldwyn-Mayer vers la fin des années 1940, Bill Thomas devient chef costumier en 1950. Jusqu'en 1981, il contribue à cent-soixante-treize films américains, produits principalement par Universal Pictures (dès 1950) et Walt Disney Pictures (de 1961 à 1981). En particulier, son nom figure au générique de nombreux westerns, surtout dans les années 1950, réalisés entre autres par Budd Boetticher (ex. : Le Déserteur de Fort Alamo en 1953, avec Glenn Ford et Julie Adams) et Joseph Pevney (ex. : La Muraille d'or en 1955, avec Jane Russell et Jeff Chandler).
Parmi les films notables auxquels il collabore (souvent pour les seules robes), mentionnons Le Secret magnifique (1954, avec Jane Wyman et Rock Hudson) de Douglas Sirk — qu'il retrouve à plusieurs reprises au cours des années 1950 —, La Soif du mal d'Orson Welles (1958, avec Charlton Heston, Janet Leigh et Orson Welles), Spartacus de Stanley Kubrick (1960, avec Kirk Douglas dans le rôle-titre et Jean Simmons), Mary Poppins de Robert Stevenson (1964, avec Julie Andrews dans le rôle-titre), ou encore Les Géants de l'Ouest d'Andrew V. McLaglen (1969, avec John Wayne et Rock Hudson).
À la télévision, entre 1961 et 1983 — année où il se retire —, Bill Thomas contribue à un feuilleton, à deux séries (Le Monde merveilleux de Disney et L'Âge de cristal), ainsi qu'à trois téléfilms.
Durant sa carrière, il obtient dix nominations à l'Oscar des meilleurs costumes, dont un gagné en 1961 pour Spartacus (robes de Jean Simmons). En 1977, il gagne également le premier Saturn Award des meilleurs costumes, pour L'Âge de cristal de Michael Anderson (le film de 1976, avec Michael York et Jenny Agutter).

## Filmographie partielle

### Au cinéma
- 1950 : Dangereuse Mission (Wyoming Mail) de Reginald Le Borg
- 1950 : Le Sous-marin mystérieux (Mystery Submarine) de Douglas Sirk
- 1950 : Les flics ne pleurent pas (Undercover Girl) de Joseph Pevney
- 1950 : L'Aigle du désert (The Desert Hawk) de Frederick De Cordova
- 1950 : Chasse aux espions ou Le Collier de la panthère (Spy Hunt) de George Sherman
- 1950 : Kansas en feu (Kansas Raiders) de Ray Enright
- 1951 : Quand tu me souris (Meet Danny Wilson) de Joseph Pevney
- 1951 : The Lady Pays Off de Douglas Sirk
- 1951 : Cadets de l'air (Air Cadet) de Joseph Pevney
- 1951 : Quand les tambours s'arrêteront (Apache Drums) d'Hugo Fregonese
- 1951 : Les Frères Barberousse (Flame of Araby) de Charles Lamont
- 1951 : La Caverne des hors-la-loi (Cave of Outlaws) de William Castle
- 1951 : Les Pirates de Macao (Smuggler's Island) d'Edward Ludwig
- 1951 : Tempête sur la colline (Thunder on the Hill) de Douglas Sirk
- 1951 : Le Voleur de Tanger (The Prince who was a Thief) de Rudolph Maté
- 1952 : Duel sans merci (The Duel at Silver Creek) de Don Siegel
- 1952 : Ça pousse sur les arbres (It grows on Trees) d'Arthur Lubin
- 1952 : Passage interdit (Untamed Frontier) d'Hugo Fregonese
- 1952 : Le monde lui appartient (The World in His Arms) de Raoul Walsh
- 1952 : À feu et à sang (The Cimarron Kid) de Budd Boetticher
- 1952 : Sans ton amour (Because of You) de Joseph Pevney
- 1952 : L'Heure de la vengeance (The Raiders) de Lesley Selander
- 1952 : Le Mystère du château noir (The Black Castle) de Nathan Juran
- 1952 : Les Boucaniers de la Jamaïque (Yankee Buccaneer) de Frederick De Cordova
- 1953 : Le Gentilhomme de la Louisiane (The Mississippi Gambler) de Rudolph Maté
- 1953 : Le Déserteur de Fort Alamo (The Man from Alamo) de Budd Boetticher
- 1953 : La Légion du Sahara (Desert Legion) de Joseph Pevney
- 1953 : L'aventure est à l'ouest (The Great Sioux Uprising) de Lloyd Bacon
- 1953 : À l'est de Sumatra (East of Sumatra) de Budd Boetticher
- 1953 : Le Justicier impitoyable (Back to God's Country) de Joseph Pevney
- 1953 : Double Filature (Forbidden) de Rudolph Maté
- 1953 : Le Crime de la semaine (The Glass Web) de Jack Arnold
- 1953 : Révolte au Mexique (Wings of the Hawk) de Budd Boetticher
- 1953 : Qui est le traître ? (Tumbleweed) de Nathan Juran
- 1954 : La Montagne jaune (The Yellow Mountain) de Jesse Hibbs
- 1954 : Le Secret magnifique (Magnificent Obsession) de Douglas Sirk
- 1954 : Le Défilé sauvage (Black Horse Canyon) de Jesse Hibbs
- 1954 : La Brigade héroïque (Saskatchewan) de Raoul Walsh
- 1954 : Le Signe du païen (Sign of the Pagan) de Douglas Sirk
- 1954 : Fille de plaisir (Playgirl) de Joseph Pevney
- 1955 : Les Forbans (The Spoilers) de Jesse Hibbs
- 1955 : Les Années sauvages (The Rawhide Years) de Rudolph Maté
- 1955 : Capitaine Mystère (Captain Ligthfoot) de Douglas Sirk
- 1955 : La Muraille d'or (Foxfire) de Joseph Pevney
- 1955 : Tout ce que le ciel permet (All that Heaven allows) de Douglas Sirk
- 1955 : La Rivière de la dernière chance (Smoke Signal) de Jerry Hopper
- 1955 : Le Cavalier au masque (The Purple Mask) d'H. Bruce Humberstone
- 1955 : Le Culte du cobra (Cult of the Cobra) de Francis D. Lyon
- 1955 : Son seul amour (One Desire) de Jerry Hopper
- 1955 : Le Gang des jeunes (Running Wild) d'Abner Biberman
- 1956 : Écrit sur du vent (Written on the Wind) de Douglas Sirk
- 1956 : Intrigue au Congo (Congo Crossing) de Joseph Pevney
- 1956 : The Great Man de José Ferrer
- 1956 : Ne dites jamais adieu (Never Say Goodbye) de Jerry Hopper
- 1956 : L'Homme de San Carlos (Walk the Proud Land) de Jesse Hibbs

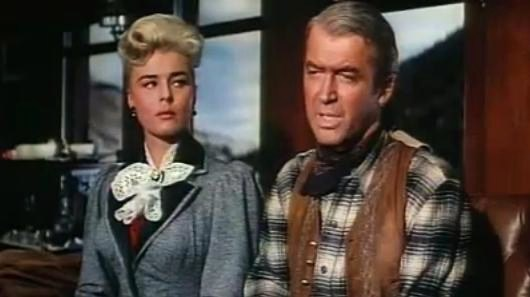
Le Survivant des monts lointains (1957)
Elaine Stewart et James Stewart

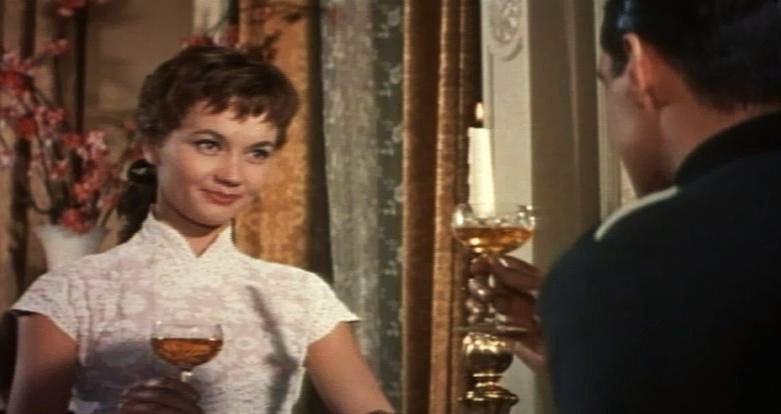
Le Temps d'aimer et le Temps de mourir (1958)
Liselotte Pulver, avec John Gavin de dos

- 1957 : L'Extravagant Monsieur Cory (Mister Cory) de Blake Edwards
- 1957 : Tammy (Tammy and the Bachelor) de Joseph Pevney
- 1957 : Meurtres sur la dixième avenue (Slaughter on Tenth Avenue) de Jack Arnold
- 1957 : Le Survivant des monts lointains (Night Passage) de James Neilson
- 1957 : Les Ailes de l'espérance (Battle Hymn) de Douglas Sirk
- 1957 : Mon homme Godfrey (My Man Godfrey) d'Henry Koster
- 1957 : Rendez-vous avec une ombre (The Midnight Story) de Joseph Pevney
- 1957 : Le Salaire du diable (Man in the Shadow) de Jack Arnold
- 1957 : L'Homme aux mille visages (Man of a Thousand Faces) de Joseph Pevney
- 1958 : Madame et son pilote (The Lady takes a Flyer) de Jack Arnold
- 1958 : Vacances à Paris (The Perfect Furlough) de Blake Edwards
- 1958 : La Ronde de l'aube (The Tarnished Angels) de Douglas Sirk
- 1958 : L'Étoile brisée (Ride a Crooked Trail) de Jesse Hibbs
- 1958 : La Soif du mal (Touch of Evil) d'Orson Welles
- 1958 : Le Monstre des abîmes (Monster on the Campus) de Jack Arnold
- 1958 : Le Démon de midi (This Happy Feeling) de Blake Edwards
- 1958 : Les Années merveilleuses (The Restless Years) d'Helmut Käutner
- 1958 : Crépuscule sur l'océan (Twilight for the Gods) de Joseph Pevney
- 1958 : Le Temps d'aimer et le Temps de mourir (A Time to Love and a Time to Die) de Douglas Sirk
- 1958 : L'Implacable Poursuite (The Saga of Hemp Brown) de Richard Carlson
- 1959 : Cette terre est mienne (This Earth is Mine) d'Henry King
- 1959 : Opération jupons (Operation Petticoat) de Blake Edwards
- 1959 : Le Bagarreur solitaire (The Wild and the Innocent) de Jack Sher
- 1959 : Une balle signée X (No Name on the Bullet) de Jack Arnold
- 1959 : Mirage de la vie (Imitation of Life) de Douglas Sirk
- 1959 : Un étranger sur les bras (A Stranger in My Arms) d'Helmut Käutner
- 1959 : Un matin comme les autres (Beloved Infidel) d'Henry King
- 1959 : Confidences sur l'oreiller (Pillow Talk) de Michael Gordon
- 1960 : Les Sept Voleurs (Seven Thieves) d'Henry Hathaway
- 1960 : Spartacus de Stanley Kubrick
- 1960 : High Time de Blake Edwards
- 1960 : L'Île des Sans-soucis (Wake Me when it's Over) de Mervyn LeRoy
- 1960 : Le Grand Sam (North to Alaska) d'Henry Hathaway
- 1960 : Les Hors-la-loi (One Foot in Hell) de James B. Clark
- 1961 : La Fiancée de papa (The Parent Trap) de David Swift
- 1961 : Romanoff et Juliette (Romanoff and Juliet) de Peter Ustinov
- 1961 : Babes in Toyland de Jack Donohue
- 1961 : Par l'amour possédé (By Love possessed) de John Sturges
- 1962 : Bon voyage ! (titre original) de James Neilson
- 1962 : Garçonnière pour quatre (Boys' Night Out) de Michael Gordon
- 1962 : Un pilote dans la Lune (Moon Pilot) de James Neilson
- 1963 : Un monde fou, fou, fou, fou (It's a Mad Mad Mad Mad World) de Stanley Kramer
- 1963 : Le Tumulte (Toys in the Attic) de George Roy Hill
- 1963 : Après lui, le déluge (Son of Flubber) de Robert Stevenson
- 1963 : Les Jeux de l'amour et de la guerre (The Americanization of Emily) d'Arthur Hiller
- 1963 : L'Été magique (Summer Magic) de James Neilson
- 1963 : Pas de lauriers pour les tueurs (The Prize) de Mark Robson
- 1964 : Mary Poppins de Robert Stevenson
- 1964 : Embrasse-moi, idiot (Kiss Me, Stupid) de Billy Wilder
- 1964 : Papa play-boy (A Global Affair) de Jack Arnold
- 1964 : Honeymoon Hotel d'Henry Levin
- 1965 : La Nef des fous (Ship of Fools) de Stanley Kramer
- 1965 : Calloway le trappeur (Those Calloways) de Norman Tokar
- 1965 : L'Espion aux pattes de velours (That Darn Cat !) de Robert Stevenson
- 1965 : Cat Ballou d'Elliot Silverstein
- 1965 : Daisy Clover (Inside Daisy Clover) de Robert Mulligan
- 1966 : Demain des hommes (Follow Me, Boys !) de Norman Tokar
- 1967 : L'Honorable Griffin (The Adventures of Bullwhip Griffin) de James Neilson
- 1967 : La Gnome-mobile (The Gnome-Mobile) de Robert Stevenson
- 1967 : Le Plus Heureux des milliardaires (The Happiest Millionaire) de Norman Tokar
- 1967 : Rentrez chez vous, les singes ! (Monkeys, Go Home !) d'Andrew V. McLaglen
- 1968 : Le Fantôme de Barbe-Noire (Blackbeard's Ghost) de Robert Stevenson
- 1968 : The One and Only, Genuine, Original Family Band de Michael O'Herlihy
- 1968 : Frissons garantis (Never a Dull Moment) de Jerry Paris
- 1968 : Le Cheval aux sabots d'or (The Horse in the Gray Flannel Suit) de Norman Tokar
- 1968 : Un amour de Coccinelle (The Love Bug) de Robert Stevenson
- 1969 : Les Parachutistes arrivent (The Gypsy Moths) de John Frankenheimer
- 1969 : Les Géants de l'Ouest (The Undefeated) d'Andrew V. McLaglen
- 1970 : Le Maître des îles (The Hawaiians) de Tom Gries
- 1971 : L'Apprentie sorcière (Bedknobs and Broomsticks) de Robert Stevenson
- 1973 : L'Or noir de l'Oklahoma (Oklahoma Crude) de Stanley Kramer
- 1974 : L'Île sur le toit du monde (The Island at the Top of the World) de Robert Stevenson
- 1975 : L'Évadé (Breakout) de Tom Gries
- 1976 : L'Âge de cristal (Logan's Run) de Michael Anderson
- 1977 : Peter et Elliott le dragon (Pete's Dragon) de Don Chaffey
- 1979 : Le Trou noir (The Black Hole) de Gary Nelson
- 1980 : La Formule (The Formula) de John G. Avildsen
- 1981 : Max et le Diable (The Devil and Max Devlin) de Steven Hilliard Stern

### À la télévision

#### Séries
- 1961-1982 : Le Monde merveilleux de Disney (The Wonderful World of Disney ou Disneyland), Saison 8, épisode 12 Back Stage Pary (1961) de Jack Donohue et Hamilton Luske ; Saison 28, épisode 22 The Adventures of Pollyanna (1982) de Robert Day
- 1977 : L'Âge de cristal (Logan's Run), Saison unique, épisode 2 Les Collectionneurs (The Collectors) d'Alexander Singer et épisode 8 La Loi de la peur (Fear Factor) de Gerald Mayer

#### Téléfilms
- 1974 : Wonder Woman de Vincent McEveety
- 1981 : Callie & Son de Waris Hussein
- 1983 : Love Is Forever d'Hall Bartlett

## Distinctions

### Nominations
- Oscar de la meilleure création de costumes :
  - En 1961, catégorie noir et blanc, pour Les Sept Voleurs ;
  - En 1962, catégorie couleur, pour Babes in Toyland ;
  - En 1963, catégorie couleur, pour Bon voyage ! ;
  - En 1964, catégorie noir et blanc, pour Le Tumulte ;
  - En 1966, catégorie noir et blanc, pour La Nef des fous (nomination partagée avec Jean Louis), et catégorie couleur, pour Daisy Clover (nomination partagée avec Edith Head) ;
  - En 1968, pour Le Plus Heureux des milliardaires ;
  - En 1971, pour Le Maître des îles ;
  - Et en 1972, pour L'Apprentie sorcière.

### Récompenses
- Oscar de la meilleure création de costumes :
  - En 1961, catégorie couleur, pour Spartacus (récompense partagée avec Valles).
- Saturn Award des meilleurs costumes :
  - En 1977, pour L'Âge de cristal.